# Еюпсултан
Еюпсултан (тур. Eyüpsultan) або просто Еюп (тур. Eyüp) — муніципалітет (беледіє) та район міста Стамбул, Туреччина. Простягається від Золотого Рогу аж до берега Чорного моря. Еюп — також назва району та колишнього села в районі, розташованого біля місця злиття потоків Кягитхане та Алібей звідки починається Золотий Ріг. Він став районним центром в 1936, після того, як деякі частини Фатіха, Чаталджа та Сариєра були об'єднані; пізніше деякий час до нього входили також райони Газіосманпаша та Байрампаша. Нинішні межі були встановлені після того, як квартал Яйла було передано району Султангазі в 2009 році. Еюпсултан межує з Сариєром на сході, Кягитхане і Бейоглу на південному сході, Газіосманпаша, Фатіх і Султангазі на півдні, Башакшехір на південному заході та Арнавуткьой на заході.

## Історія
У цих місцях, у місці злиття двох річок за межами міських мурів Константинополя, з давніх-давен було село. У візантійський період село називалося Космідіон, так як поруч знаходилася церква (згодом — монастир), присвячена святим Космі та Даміану. Монастир пізніше був укріплений, і під час Першого хрестового походу у ньому зупинялася армія Готфріда Булонського.
Під час облоги Константинополя турками Ак-Шемсеттін, духовний наставник султана Мехмеда II, оголосив, що, нібито, виявив тут могилу Абу Аюба аль Ансарі — одного з найближчих соратників пророка Мухаммеда, який загинув тут сім'ю століттями раніше під час однієї з невдалих облог Константинополя арабами. Після взяття Константинополя Мехмед II розпорядився звести над місцем останнього спочинку Абу Аюба мечеть. Це була перша мечеть, побудована у Стамбулі, поруч з нею були спорудженні лазня, медресе і громадська їдальня. З того часу Еюп (турецьке прочитання слова Аюб) став священним місцем, багато вищіх осіб Османської імперії бажали бути похованими поруч з цією мечеттю, і місцеве кладовище стало найдоглянутішим кладовищем Стамбула.
В XVII—XVIII століттях, через наплив великої кількості біженців, почалося бурхливе зростання Стамбула, і Еюп опинився всередині міської межі. Тут стали споруджувати фабрики, і район став більш «пролетарським». У другій половині XIX століття тут бував французький письменник П'єр Лоті, на честь якого тепер тут названо кав'ярня.

## Еюп сьогодні
В останні роки багато заводів були закриті. Цей район дедалі більше приваблює консервативні мусульманські сім'ї.
Мечеть Султана Еюпа продовжує приваблювати туристів, які відвідують Стамбул, а також значну кількість турецьких релігійних прочан. На п'ятничній молитві та протягом усього Рамадану в районі багато відвідувачів з усього міста.
За останні роки навколо мечеті зріс процвітаючий ринок, де продаються молитовні килимки, намистини, фініки із Саудівської Аравії, запашні олії, ісламські книги, записи декламації Корану тощо. По п'ятницях оркестр грає османську військову музику мехтер, надаючи району навколо мечеті карнавальну атмосферу з ісламським колоритом. Під час Рамадану територія перед мечеттю зайнята великими намети, де пропонується іфтар.
Головний корпус створеного в 2010 році Стамбульського університету імені Сабахаттіна Заїма розташована в історичній будівлі в Еюпі.
Канатна дорога Еюп, підвозить відвідувачів з берега Золотого Рогу до кав'ярні «П'єр Лоті» (тур. Piyerloti Kahvesi), популярного місця, з якого відкривається панорамний вид на Золотий Ріг, названий на честь французького письменника 19-го століття П'єра Лоті (псевдонім Жульєна Віо), який написав два романи за мотивами свого перебування в Стамбулі.

## Персоналії
- Тюркан Шорай (* 1945) — турецька кіноактриса, сценарист і режисер.